# 료케촌 (히로시마현)
료케촌(領家村)은 일본 히로시마현 고누군에 설치되었던 촌이다. 현재의 쇼바라시의 일부에 해당한다.